# 斩首视频

 斩首视频是一种充分展示人质被斩首过程的宣传视频。这种视频在2004年被伊斯兰主义激进分子阿布·穆萨布·扎卡维所推广，并引起了伊斯兰学者的争论。一些伊斯兰学者公开指责这种视频违反了伊斯兰教法；基地组织却不认同这一看法。无论如何，斩首视频在一些伊斯兰恐怖组织中流行开来，例如伊拉克和沙姆伊斯兰国。
在这些视频中所展示的斩首通常不表现为“传统”的方法——用剑或斧迅速地将受害者头部砍下，而是在受害者存活之际用小刀缓慢地割或锯被害者的颈部直到头部与身体分离。所以，伊斯兰主义者的“斩首”确切地说应该是“割头”。
早期的这类视频是模糊而简单的，不过根据《芝加哥太阳报》的说法，“（斩首视频）变得越来越复杂，使用动画图形编辑技术显然旨在修饰音频使受害者的最后时刻更加令人不安。”这些视频经常被恐怖分子上传到万维网，然后被各种网络载体所讨论和传播，如博客、惊悚网站和传统新闻媒体。一个墨西哥贩毒集团将一段热门的斩首视频发布到了Facebook上，家庭在线安全研究所请求将它删除。 最初Facebook拒绝了这一请求，而后保持了这一决定，后来澄清了他们的政策，表示斩首视频只被允许以让用户“谴责”这类行为的预期态度发布。

## 已释出的视频

### 2004年以前
- 丹尼尔·珀尔，美国公民，2002年2月在巴基斯坦被基地组织圣战者斩首[10][11]

### 2004年
- 尼克·贝尔格，美国公民，2004年5月在伊拉克被辅助者论坛（英语：Muntada al-Ansar）的圣战者斩首[12]
- 保罗·约翰逊，美国公民，2004年6月在沙特阿拉伯被基地组织的圣战者斩首[13]
- 金鲜一，韩国公民，2004年6月在伊拉克被认主独一圣战组织（英语：Jama'at al-Tawhid wal-Jihad）的圣战者斩首[14][15]
- 格奥尔基·拉佐夫，保加利亚公民，2004年7月在伊拉克被认主独一圣战组织斩首[16][17]
- 默罕默德·穆塔瓦里（英语：Mohammed Mutawalli） 埃及公民，2004年10月在伊拉克被认主独一圣战组织的圣战者斩首[18]
- 欧文·尤金·阿姆斯特朗，美国公民，2004年9月在伊拉克被认主独一圣战组织的圣战者斩首[19][20]
- 杰克·汉斯莱，美国公民，2004年9月在伊拉克被认主独一圣战组织的圣战者斩首[20][21]
- 肯尼斯·比格利，英国公民，2004年10月在伊拉克被认主独一圣战组织的圣战者斩首[22]
- 香田证生，日本公民，2004年10月被基地组织伊拉克分部（英语：Tanzim Qaidat al-Jihad fi Bilad al-Rafidayn）的圣战者斩首[23][24]

### 2005年–2013年
- 彼得·斯坦恰克，波兰公民，2009年2月在巴基斯坦被巴基斯坦塔利班运动的圣战者斩首[25][26]
- 墨西哥女人，被洛斯塞塔斯的毒贩斩首[7][8]

### 2014年
- 詹姆斯·福利，美国公民，2014年8月在叙利亚拉卡南部被伊拉克和沙姆伊斯兰国的圣战者斩首[27][28]
- 史蒂文·索特洛夫，美国公民，2014年8月在叙利亚拉卡南部被伊拉克和沙姆伊斯兰国的圣战者斩首[29]
- 大卫·考索恩·海恩斯，英国公民，2014年9月在叙利亚被伊拉克和沙姆伊斯兰国的圣战者斩首[30]
- 埃尔韦·古德尔，法国公民，2014年9月在阿尔及利亚阿尔及尔东部被支持ISIL的哈里发战士旅（英语：Jund al-Khilafah）圣战者斩首[31]
- 阿兰·亨宁，英国公民，2014年10月在叙利亚被ISIL圣战者斩首[32]
- 皮特·卡西格，美国公民，2014年11月在叙利亚阿勒颇被ISIL圣战者斩首[33]
- 叙利亚阿拉伯军的12名士兵，2014年11月在阿勒颇被ISIL圣战者斩首[34][35]

### 2015年
- 汤川遥菜，日本公民，2015年1月被ISIL圣战者斩首[36]
- 后藤健二，日本公民，2015年1月被ISIL圣战者斩首[37]
- 21名埃及科普特基督徒，2015年2月在利比亚的黎波里附近被ISIL圣战者斩首[38][39][40]

## 骗局
一段由本杰明·范德福德、罗比特·马丁和劳里·柯克纳制作的伪造的斩首视频在2004年被美国媒体广泛关注。该视频使用了认主独一圣战组织的标志，但是没有该组织的旗帜。它被制作出来用以范德福德的本地竞选。他当时正在谋取马特·冈萨雷斯在旧金山监事会（美国中西部及东部各州）的席位。 范德福德的第二目的是指出主流媒体将会怎样不加批判地接受一部匿名视频。全球伊斯兰媒体阵线声称制作了这部视频，但是在被揭穿后将该视频从他们的网站上删除了。该视频也出现在其他激进分子的网站上，也被一些阿拉伯语电视台节目所引用。